# August Horch Museum
Das August Horch Museum ist ein 1988 eröffnetes Automobilmuseum in Zwickau. Nach umfangreichen Umbau- und Rekonstruktionsmaßnahmen im ältesten Teil des ehemaligen Zwickauer Audi-Werkes wurde es im September 2004 wiedereröffnet und im November 2017 erneut erweitert.
Auf der 6.500 m² großen Ausstellungsfläche werden ca. 160 automobile Großexponate und eine Vielzahl von Kleinexponaten zur Geschichte des Automobilbaus in Zwickau präsentiert. Das Museum ist außerdem ein Ankerpunkt der Europäischen Route der Industriekultur.

## Standortgeschichte
August Horch gründete am 10. Mai 1904 in Zwickau die August Horch & Cie. Motorenwagenwerke AG. Von Mai bis Juli des Jahres konnten insgesamt 13 Wagen verkauft werden. Langsam aber stetig entwickelten sich die Horchwerke und so konnte schon zwei Jahre später mit 82 verkauften Fahrzeugen ein Gewinn von 200.000 Mark verzeichnet werden. Nach Zerwürfnissen mit dem Aufsichtsrat schied August Horch aus dem Unternehmen aus und gründete in Sichtweite zum alten Standort am 16. Juli 1909 die August Horch Automobilwerke GmbH. Nach einem Rechtsstreit um die Marke „Horch“, den er in letzter Instanz vor dem Reichsgericht in Leipzig verlor, wurde August Horchs neue Firma am 25. April 1910 in Audi Automobilwerke GmbH Zwickau umbenannt. Audi ist die Übersetzung des Imperativs „Horch!“ oder „Höre!“ ins Lateinische. 1915 erfolgte die Umwandlung zur Audiwerke AG Zwickau.
Am 29. Juni 1932 wurde rückwirkend zum 1. November 1931 die Auto Union AG gegründet, in welcher neben Audi und Horch auch die Zschopauer Motorenwerke J. S. Rasmussen mit ihrer Marke DKW sowie die Automobilabteilung der Wanderer-Werke aufgingen. Unter dem Dach der Auto Union symbolisierte das Firmenzeichen mit den vier verschlungenen Ringen die Marken Audi, DKW, Horch und Wanderer, welche jedoch eigenständig blieben.
Der Erfolg der Auto Union basierte vor allem auf dem umfassenden und marktgerechten Typenprogramm – vom DKW-Kleinkraftrad bis hin zu Luxus-Pkws der Marke Horch. Die einstmals stark angeschlagene sächsische Automobilindustrie wurde belebt und konnte neu aufblühen. Nach der Machtergreifung Hitlers und der NSDAP wurde im Zuge der Aufrüstung der Wehrmacht auch die Auto Union zum Rüstungskonzern. Nach Kriegsende 1945 wurden ihre Standorte als Reparationsleistung fast vollständig demontiert und das gesamte Vermögen des Konzerns enteignet. Am 17. August 1948 wurde die Kapitalgesellschaft Auto Union AG im Chemnitzer Handelsregister gelöscht. Die Rechte an den vier Marken Audi, DKW, Horch und Wanderer verfielen damit und in Westdeutschland war der Weg frei für die Gründung der neuen Auto Union GmbH in Ingolstadt Anfang September 1949. In Zwickau entstand am 1. Mai 1958 der „VEB Sachsenring Automobilwerke Zwickau“ aus dem Zusammenschluss vom „VEB Sachsenring Kraftfahrzeug- und Motorenwerke Zwickau“ (vormals Horch) und dem „VEB Automobilwerk AWZ Zwickau“ (vormals Audi). Hier wurde fortan der Trabant produziert.
Bereits in der Endphase der DDR entschied sich der VW-Konzern 1989 zur Gründung einer gemeinsamen Gesellschaft mit dem IFA Kombinat PKW. Das heutige Volkswagenwerk Zwickau – ursprünglich für die Produktion des Trabant 1.1 konzipiert – übernahm die Montage des VW Polo. Am 10. September 1992 verließ der 100.000 VW das Montageband und im Oktober 1993 hatte der VW-Konzern in Ostdeutschland eine marktführende Position erreicht. Bereits 1999 feierte Volkswagen den 1.000.000 Volkswagen aus Sachsen.

## Museumsgeschichte
Pläne für ein Automobilmuseum gab es bereits ab 1975, jedoch wurde erst 1988 ein ungenutzter Speisesaal im Kellergeschoss des heutigen Museums zum Ausstellungsraum umfunktioniert. Nach der politischen Wende wechselte die Trägerschaft des Museums mehrmals und wurde erst gefestigt, als sich die Stadt Zwickau und die Audi AG am 12. Dezember 2000 als gleichberechtigte Gesellschafter in der August Horch GmbH formierten.

„Unsere Geschichte soll in Zwickau sichtbar bleiben. Die vielfältige Historie unseres Unternehmens bedeutet für uns eine besondere Verpflichtung gegenüber der Öffentlichkeit.“

Der erste Spatenstich zur Neugestaltung erfolgte am 27. September 2001, nachdem in einem Architektenwettbewerb um die Konzeption unter Einbeziehung der historischen Bausubstanz gerungen wurde. Die Rekonstruktion eines Teils der Fabrikgebäude sowie der Bau eines neuen Empfangsgebäudes begannen 2002. Im September 2004, dem einhundertsten Jahr nach Gründung der „August Horch & Cie. Motorenwagenwerke AG“, wurde die neu konzipierte Ausstellung eröffnet. Ein Jahr später kamen die Fabrikanten-Villa und das ehemalige Kontorgebäude hinzu und erweiterten die Gesamtfläche auf etwa 3000 m².

„Unser neues Zwickauer Automobilmuseum ist ein Schaufenster in Sachsen wie es kaum in einer anderen Region Deutschlands in den vergangenen 100 Jahren aufgebaut wurde.“

Im Jahr 2015 wurde das Zwickauer Trabantdenkmal vom Georgenplatz auf das Außengelände des August-Horch-Museums umgesetzt.
Im November 2017 wurde das Museum erneut erweitert, wodurch die Ausstellungsfläche nun insgesamt 6.500 m² beträgt. Der Erweiterungsbau ist ein weiteres unter Denkmalschutz stehendes Gebäude aus der historischen Bausubstanz von Audi.

## Dauerausstellung
In der Dauerausstellung sind ca. 160 Großexponate (Autos, Motoren, Motorräder etc.) zu sehen. Multimediastationen sowie eine Vielzahl kleinerer Exponate und Dokumente ergänzen die Ausstellung.
Gezeigt werden im ersten Ausstellungsteil vorzugsweise Fahrzeuge der historischen Marken Audi, DKW, Horch und Wanderer – also Exponate der Zeit bis 1945. Der Erweiterungsbau des Museums widmet sich unter anderem dem Rennsport der späten 1920er und 30er Jahre. Daran schließt der Automobilbau in Zwickau nach 1945 an: Von der unmittelbaren Nachkriegsproduktion über den Trabant bis hin zur gegenwärtigen Produktion von VW in Zwickau-Mosel. Verbunden werden die beiden Ausstellungsteile über einen Zwischenbau, der ein Restaurant beherbergt.
Eine Besonderheit des Museums ist die szenische Einbettung der Exponate in die entsprechende Zeitepoche. Beispielsweise ist eine für die Museumsbesucher offene Straßenszene mit Einzelhandelsgeschäften und davor parkenden Fahrzeugen aus den dreißiger Jahren nachgestellt. Auch eine historische Tankstelle, eine Renntribüne sowie ein DDR-Bungalow bilden den Hintergrund für die Fahrzeuge.

## Sonderausstellungen
- Trabant-Zukunftsentwicklungen 1959–1991 (September 2004 – Mai 2006)
- AutoKino – Filmfahrzeuge aus 8 Jahrzehnten (Mai 2006 – September 2006)
- 75 Jahre Frontantrieb in Großserienanfertigung (September 2006 – Februar 2007)
- Autos in Uniform (März 2007 – Juni 2007)
- Rennen, Siege und Rekorde im Zeichen der Vier Ringe (Juni 2007 – November 2007)
- Ein echter Fünfziger – zwischen Konsumtraum und Alltagskultur (November 2007 – Juni 2008)
- Macht und Pracht (Juli 2008 – Oktober 2008)
- Automobilrennsport im Osten Deutschlands 1949–1989 (Oktober 2008 – März 2009)
- Traumautos (März 2009 – Juli 2009)
- Horch – ein Audi! (Juli 2009 – Januar 2010)
- Die Auto Union ist wieder da! (Januar 2010 – Juli 2010)
- Ein Wanderer und kein anderer! (Juli 2010 – Dezember 2010)
- 20 Jahre VW Sachsen (Dezember 2010 – März 2011)
- 125 Jahre Automobil – Pioniere der Kraftfahrt (März 2011 – Oktober 2011)
- Presto – eine vergessene Fahrzeugmarke aus Sachsen (Oktober 2011 – September 2012)
- Röhr – Die Sicherheit selbst (September 2012 – März 2013)
- Showcars (April 2013 – Oktober 2013)
- Uhrwerk, Dampf und Strom – Blechspielzeug der letzten 100 Jahre (Oktober 2013 – April 2014)
- Kinderträume (Mai 2014 – Juli 2014)
- Ersehnt, geliebt, gehasst, unvergessen – 60 Jahre Trabant (Januar 2018 – August 2018)
- Er baute Autos – 150 Jahre August Horch (Oktober 2018 – März 2019)
- Together – die Marken des VW Konzerns (Mai 2019 – November 2019)
- Boom. 500 Jahre Industriekultur in Sachsen – 4. Sächsische Landesausstellung (25. April 2020 – 1. November 2020)[4]

## Galerie (Auswahl)

Horch-Logo (seit 1925)
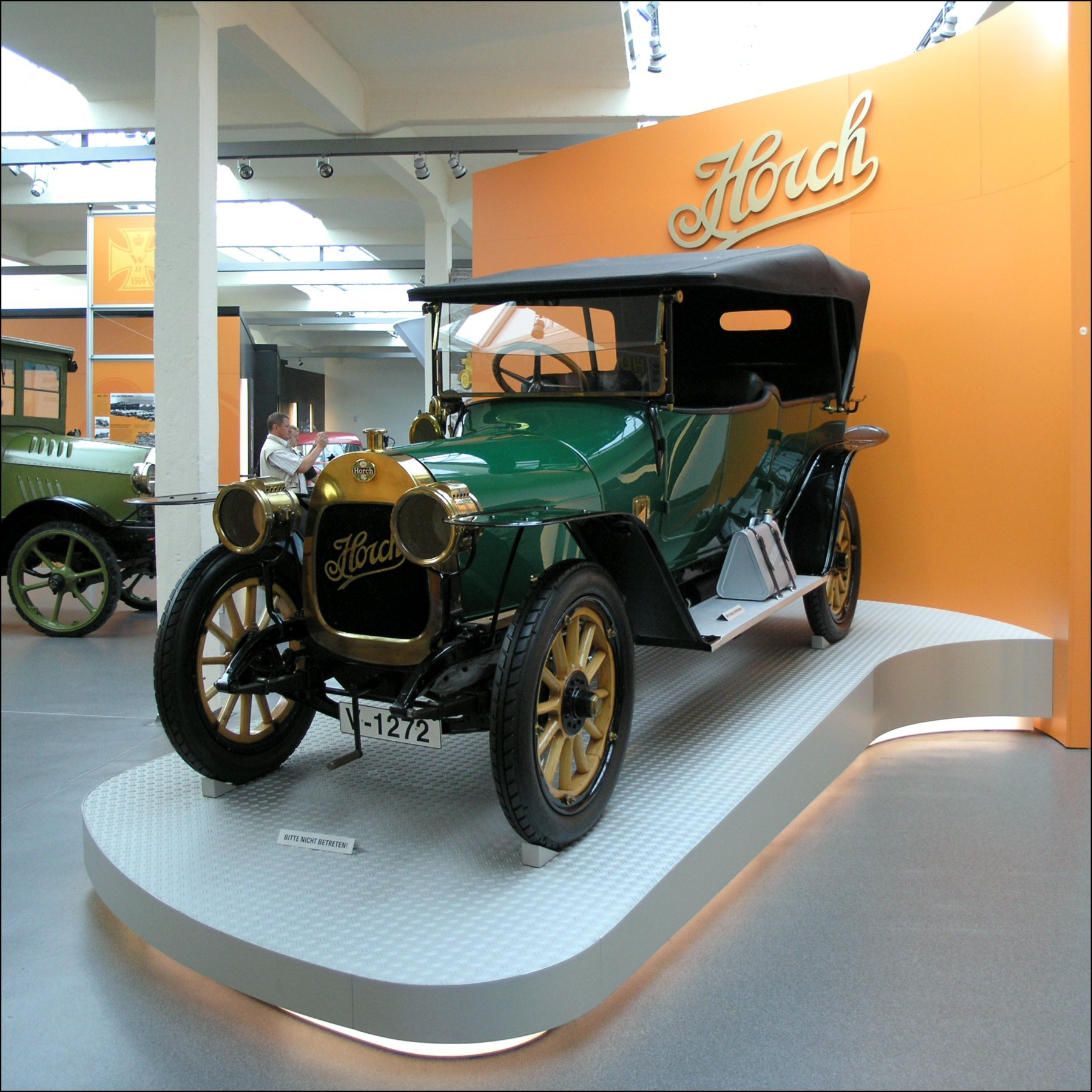
Horch 12/28 PS (1912)
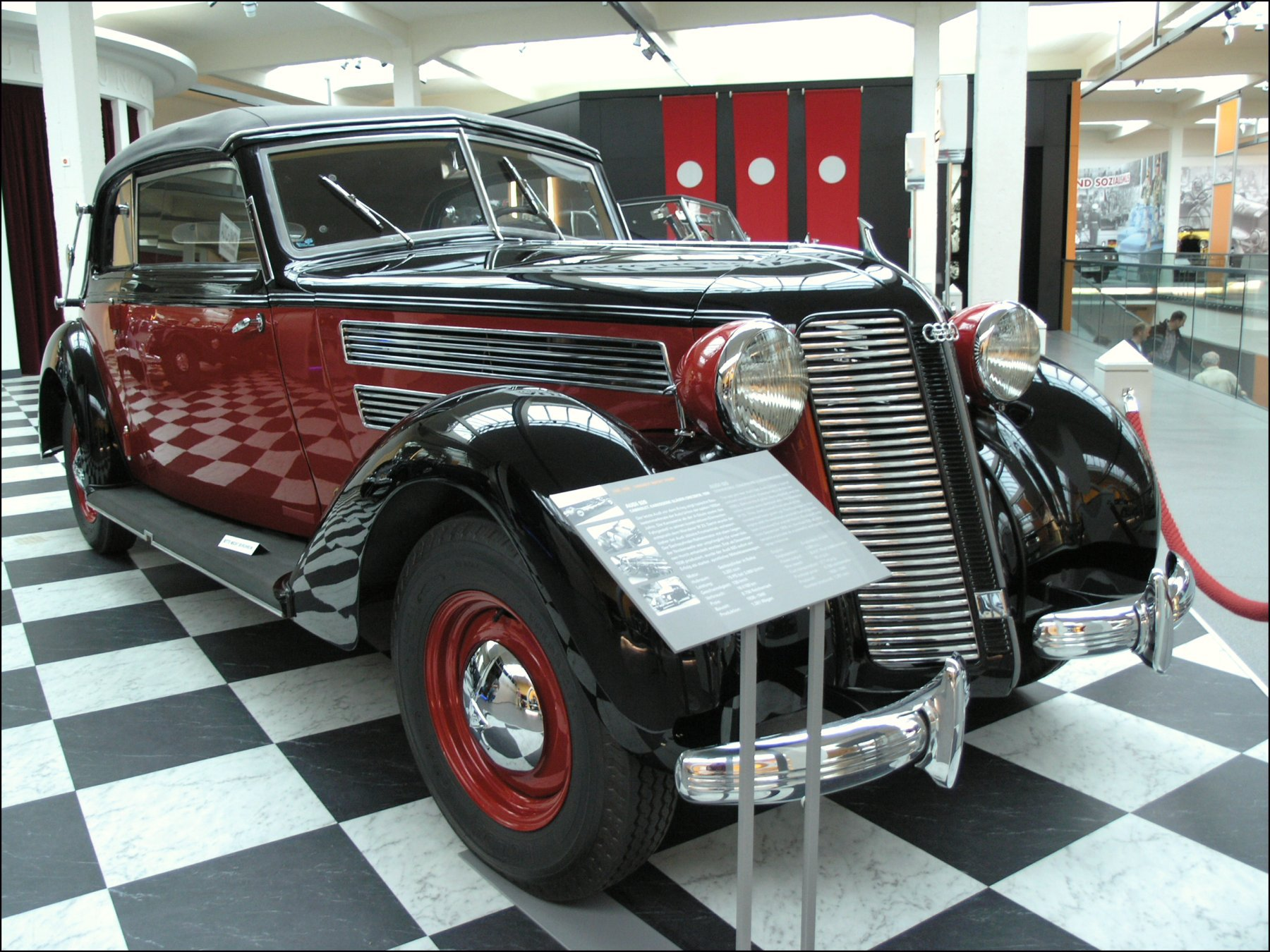
Audi 920 (1939)
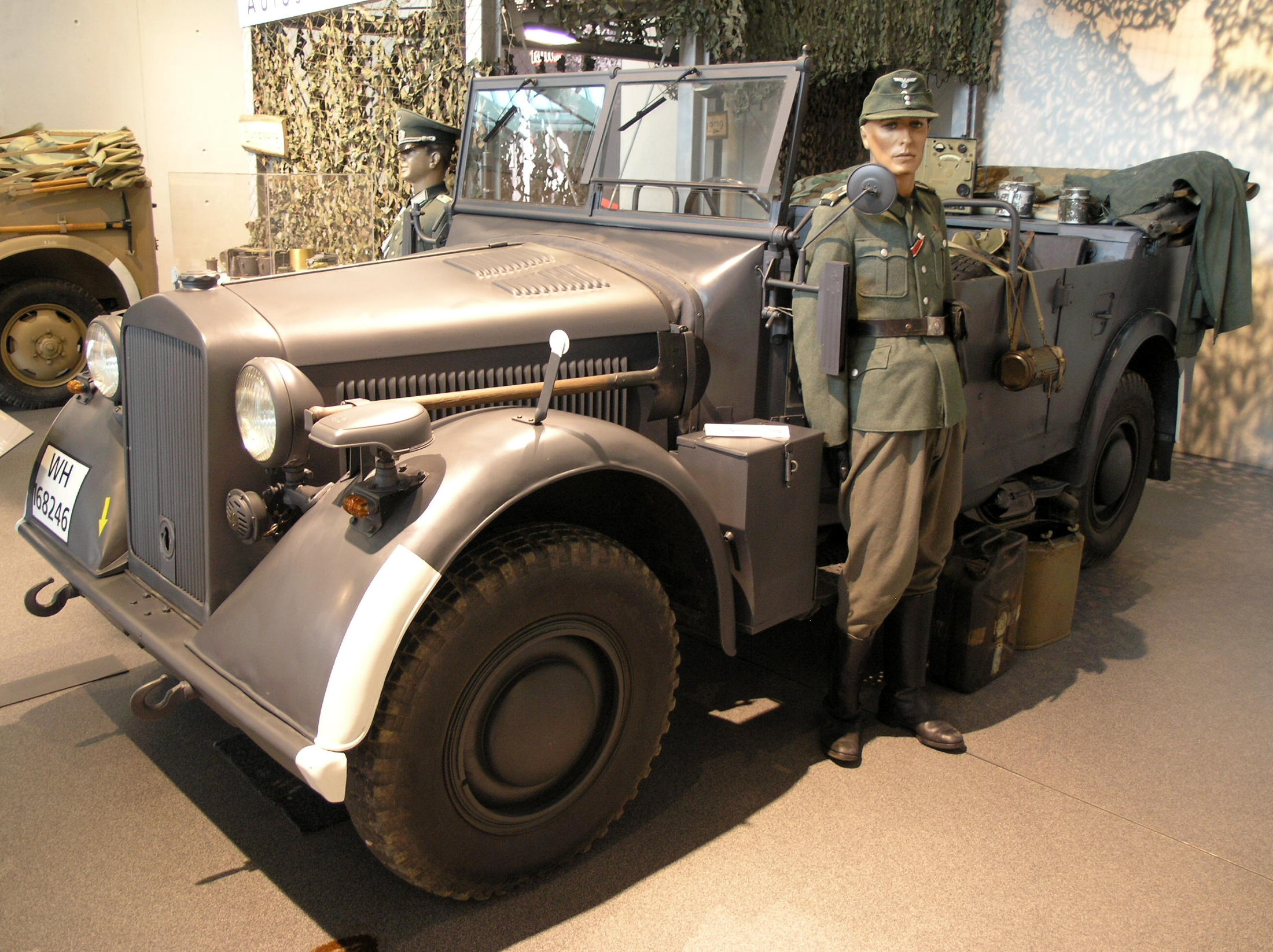
Horch 901, Typ 40, mittelschwerer geländegängiger Einheits-PKW der Wehrmacht (1942)
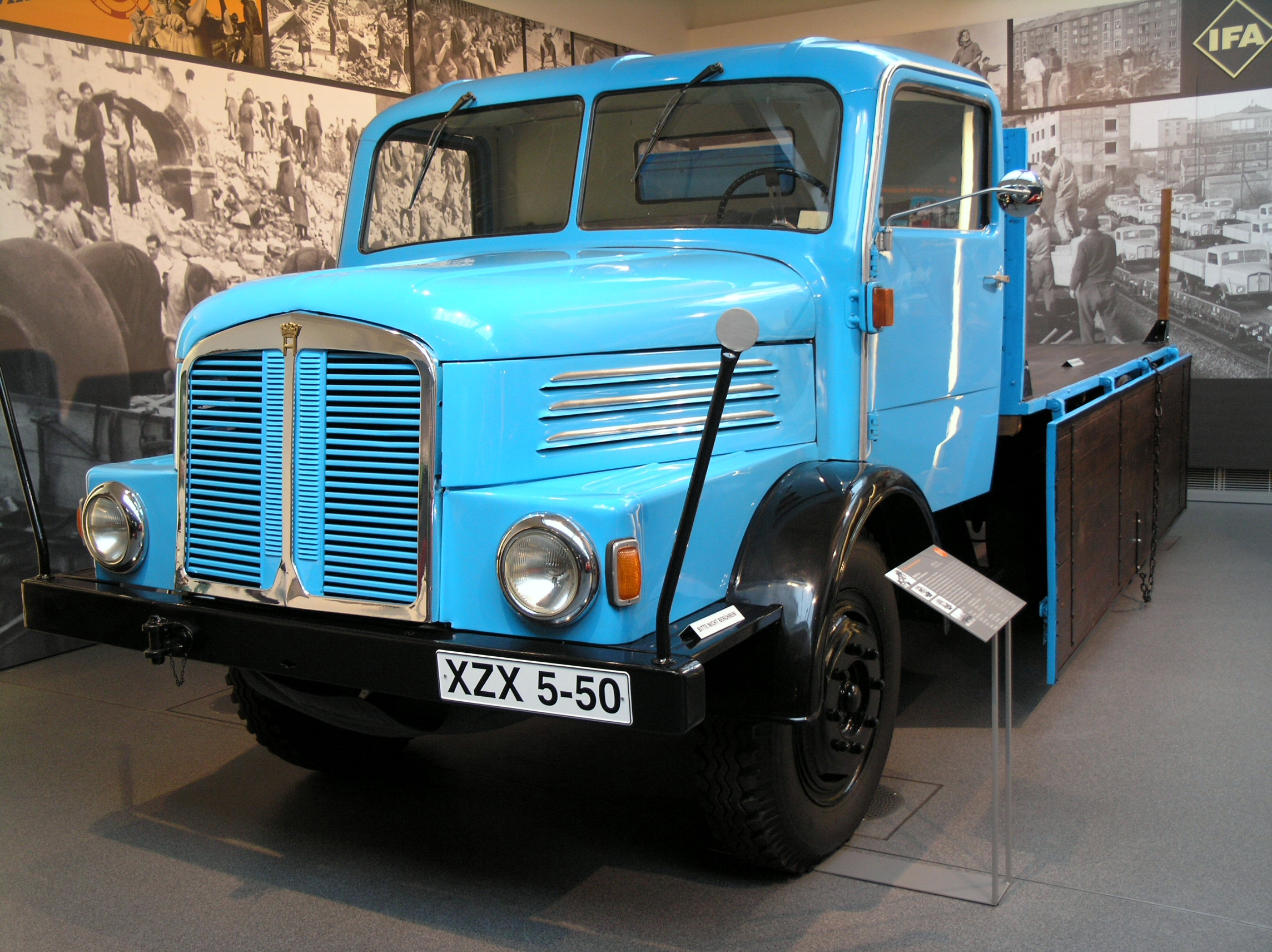
3,5-to-Lkw Horch H3A (1954)

Historisches Audi-Logo      (Arno Drescher)
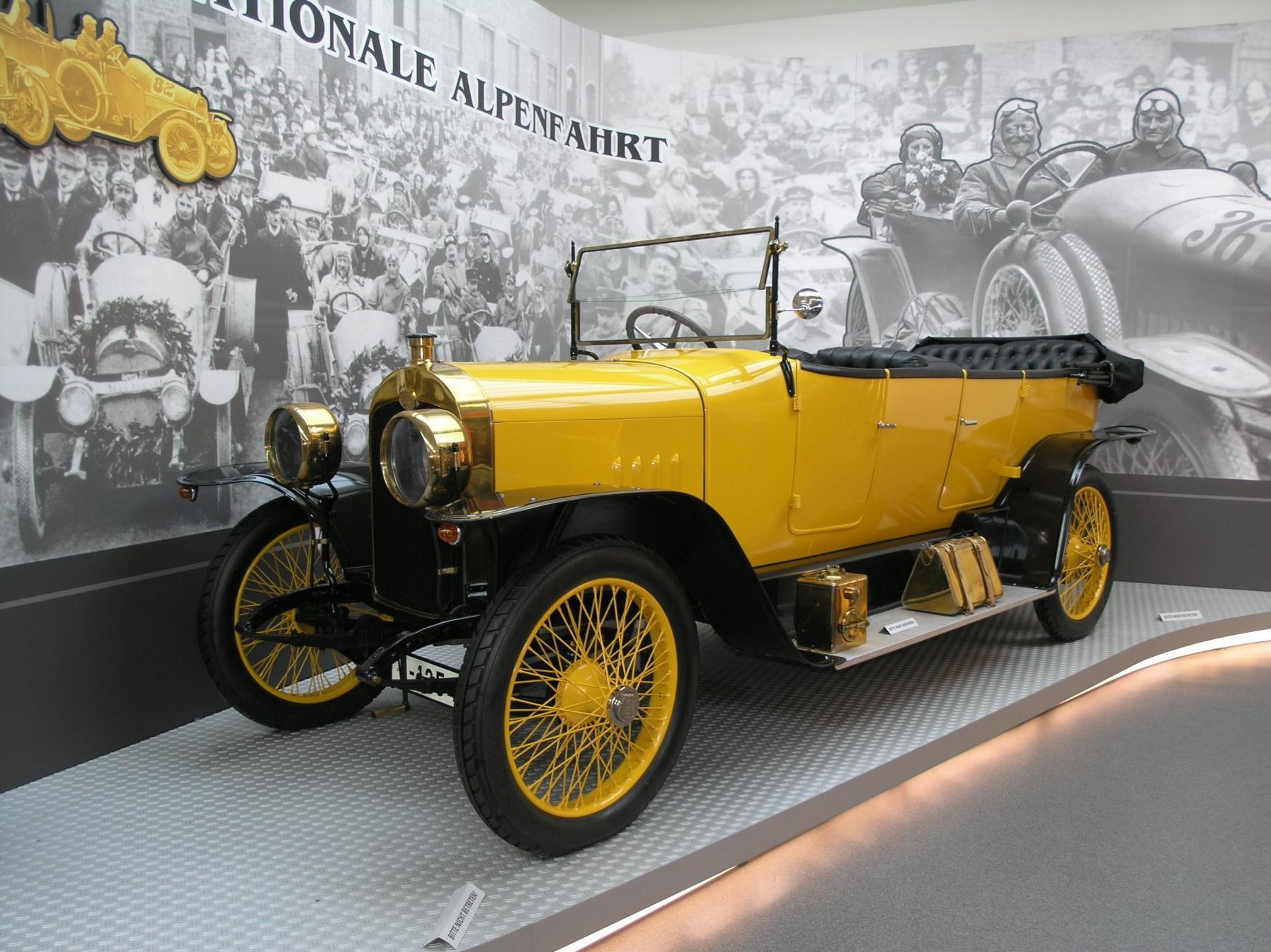
Audi Typ C (1913)
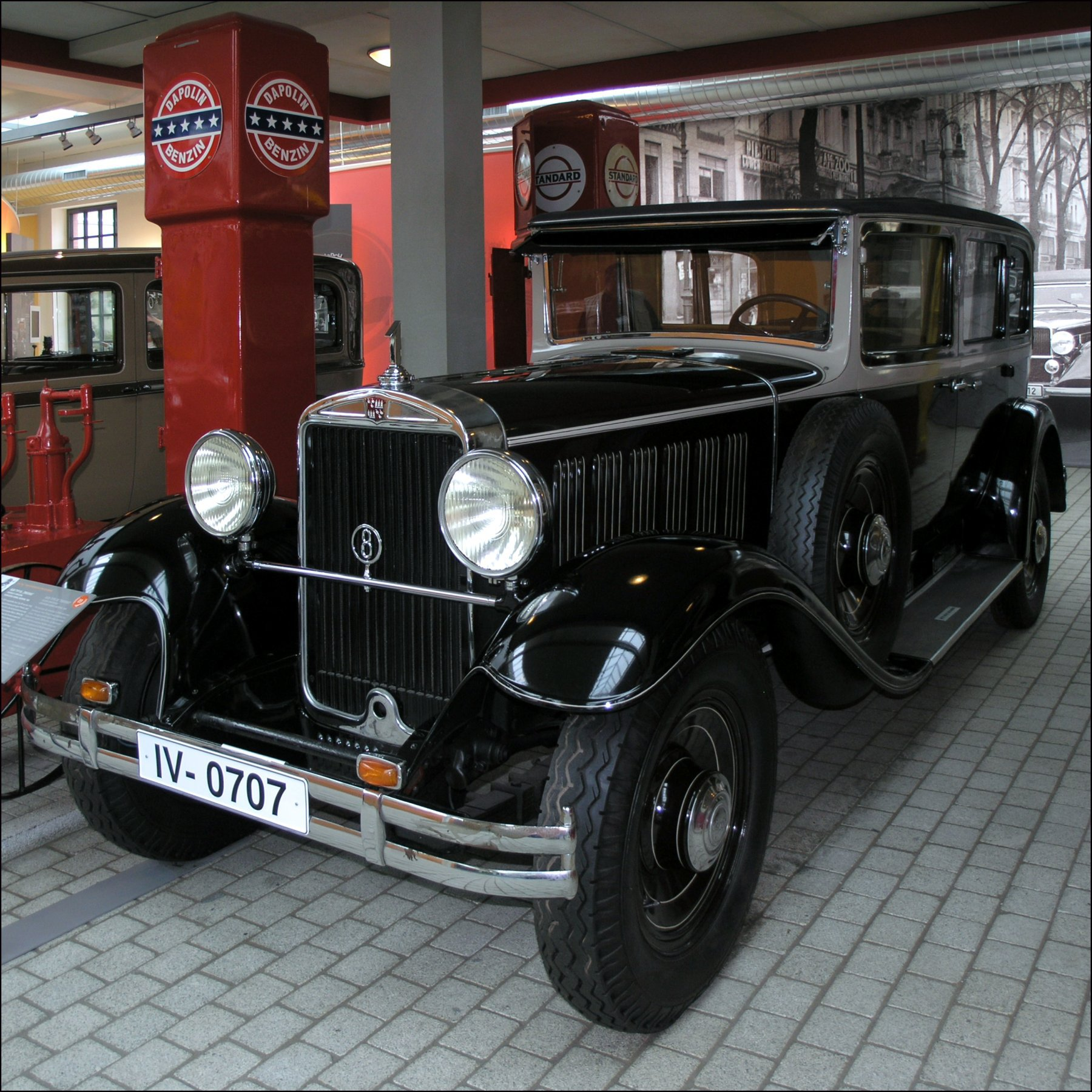
Audi Zwickau (1930)
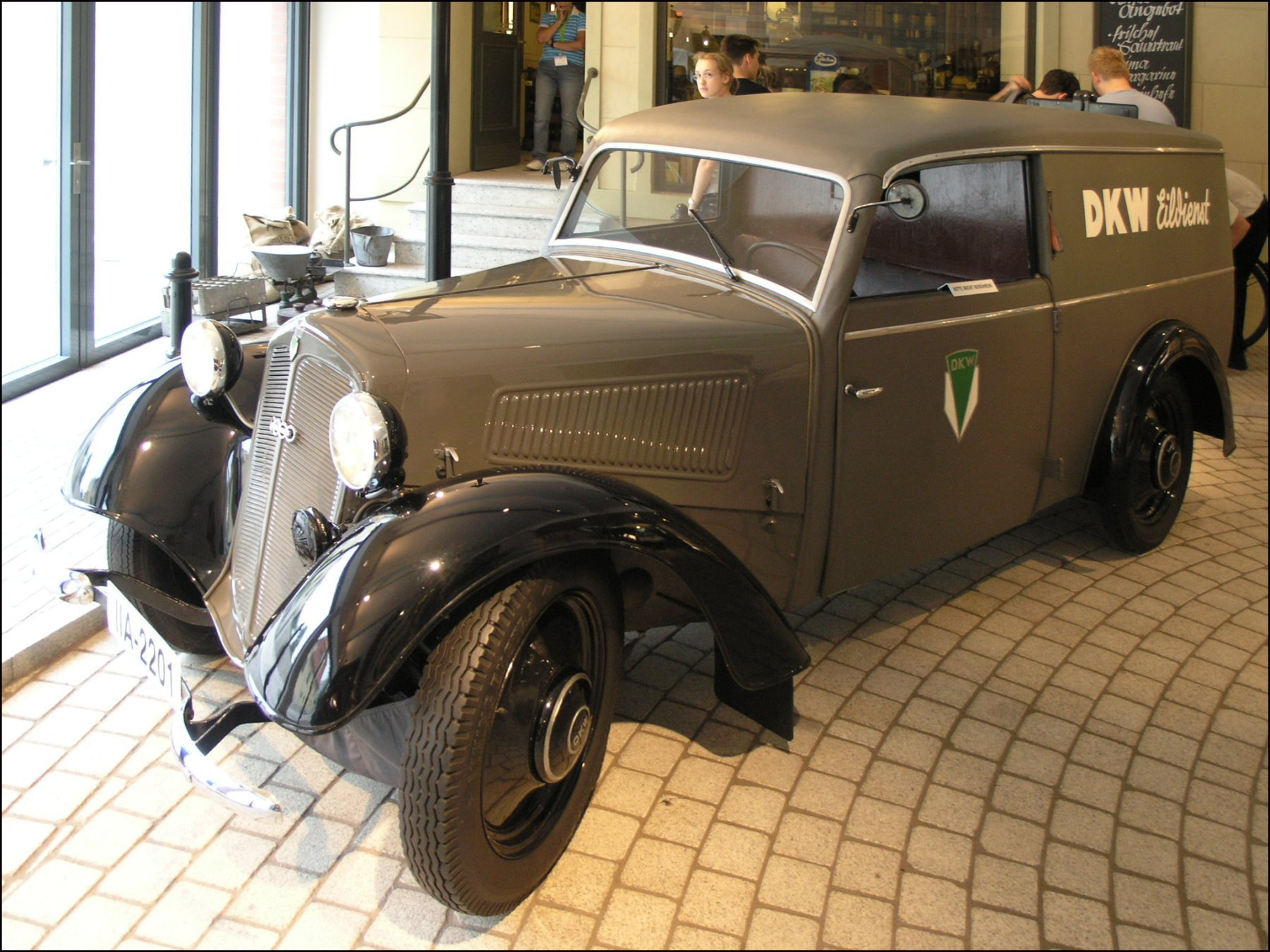
DKW F 7 (1938)
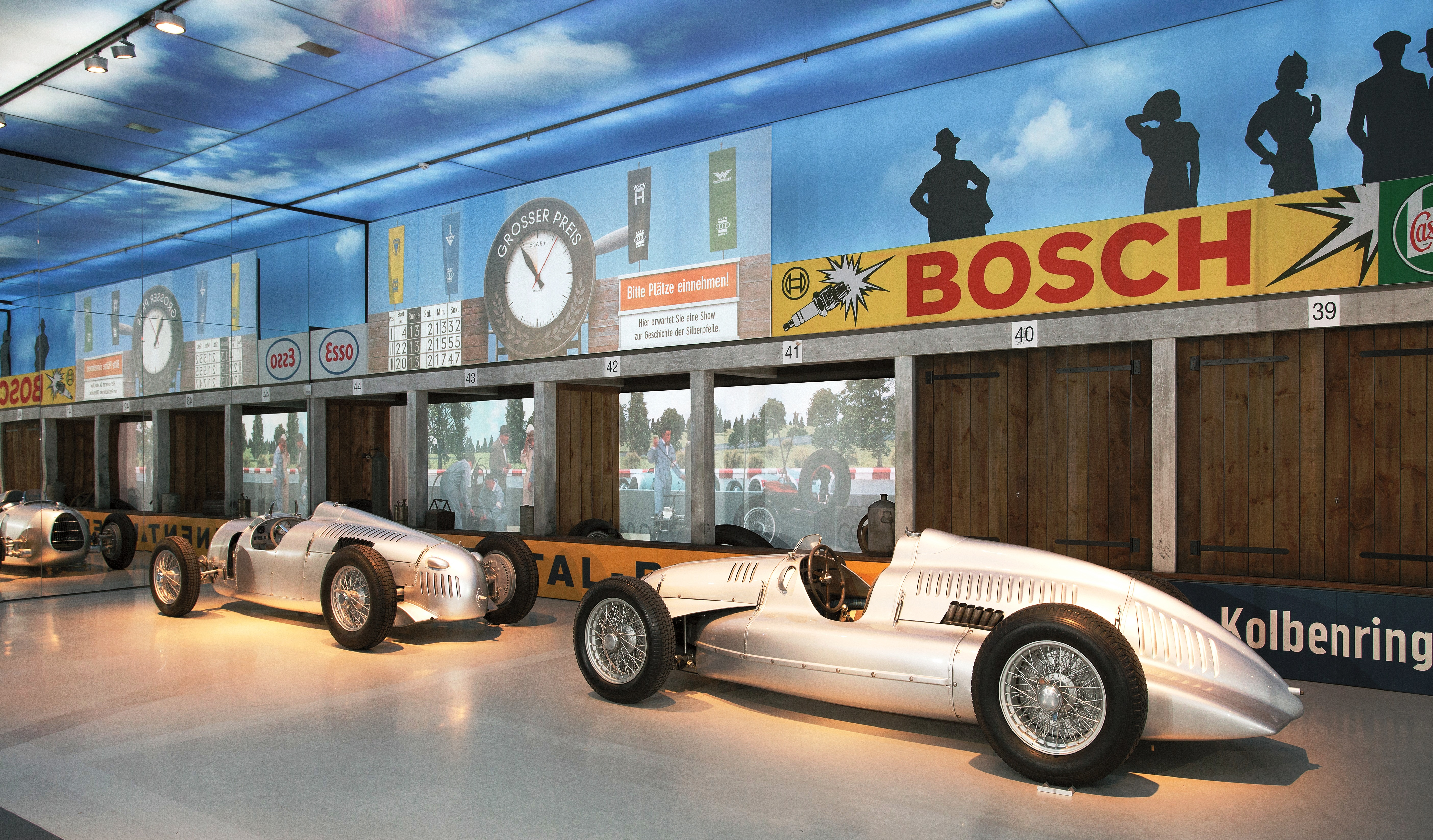
Auto Union Typ C und Typ D

Sachsenring-Logo (1958–1991)
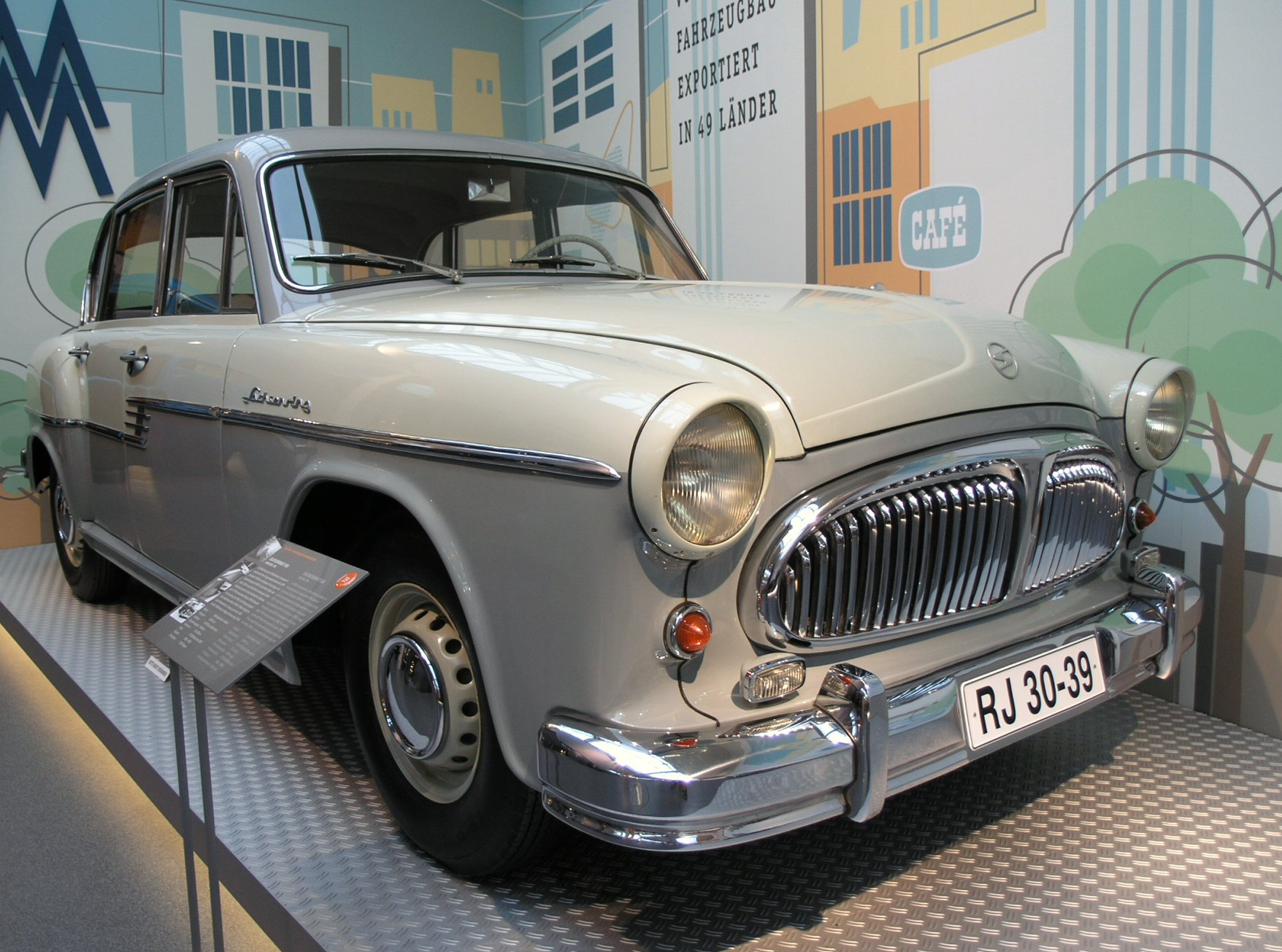
Sachsenring P 240 (1958)
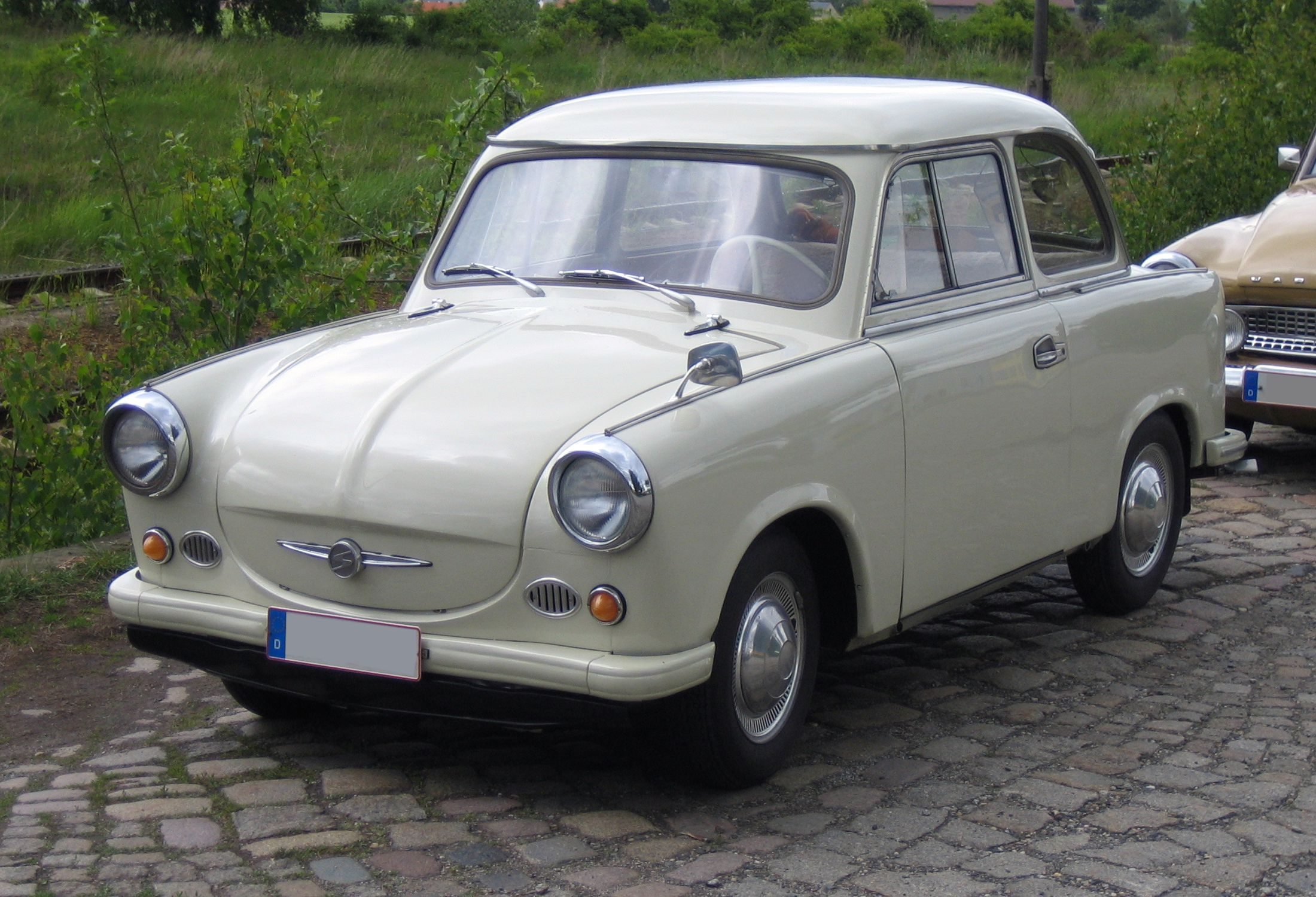
Trabant P 50 (1957–1962)
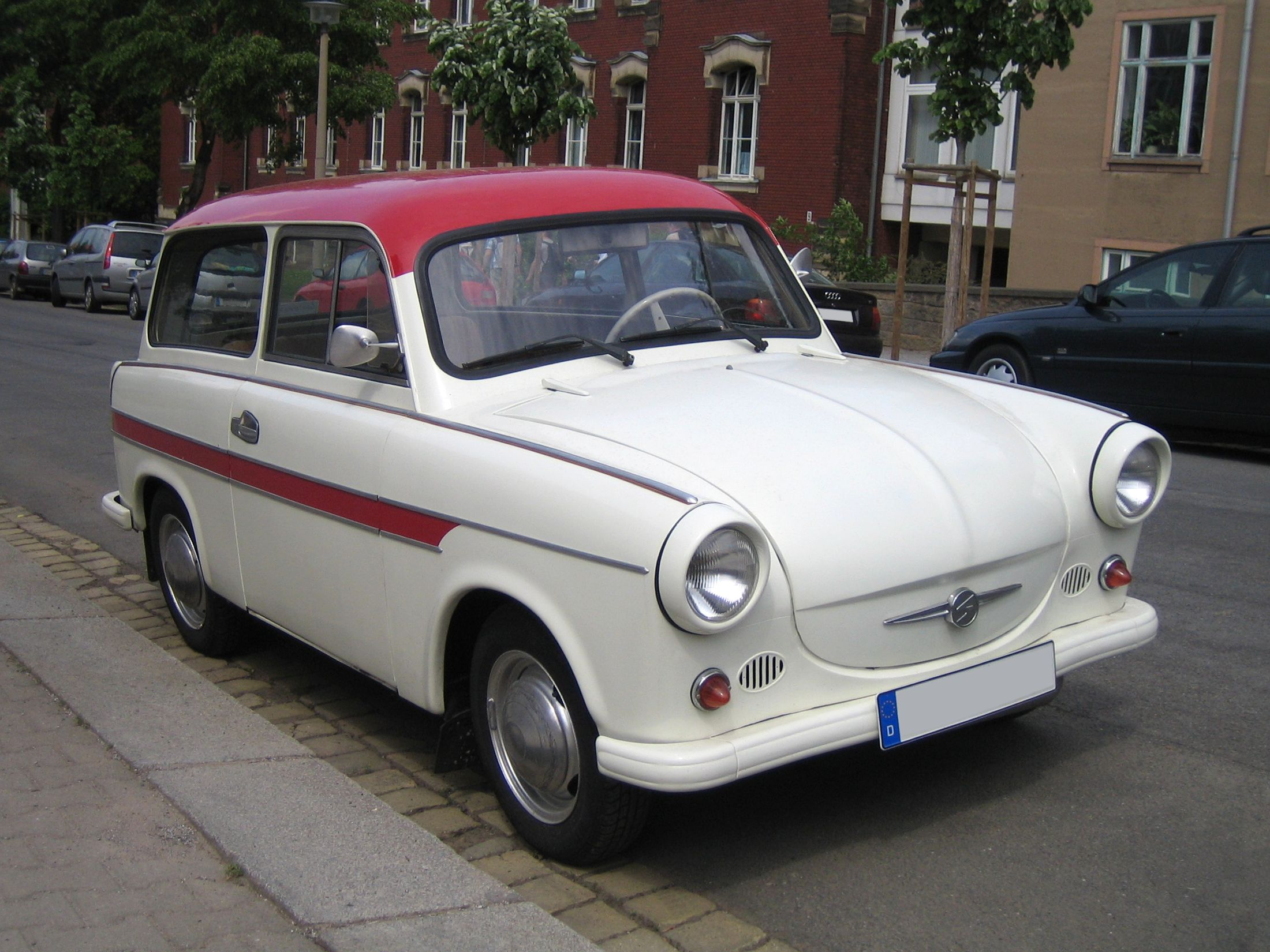
Trabant 600 Kombi (1962–1964)
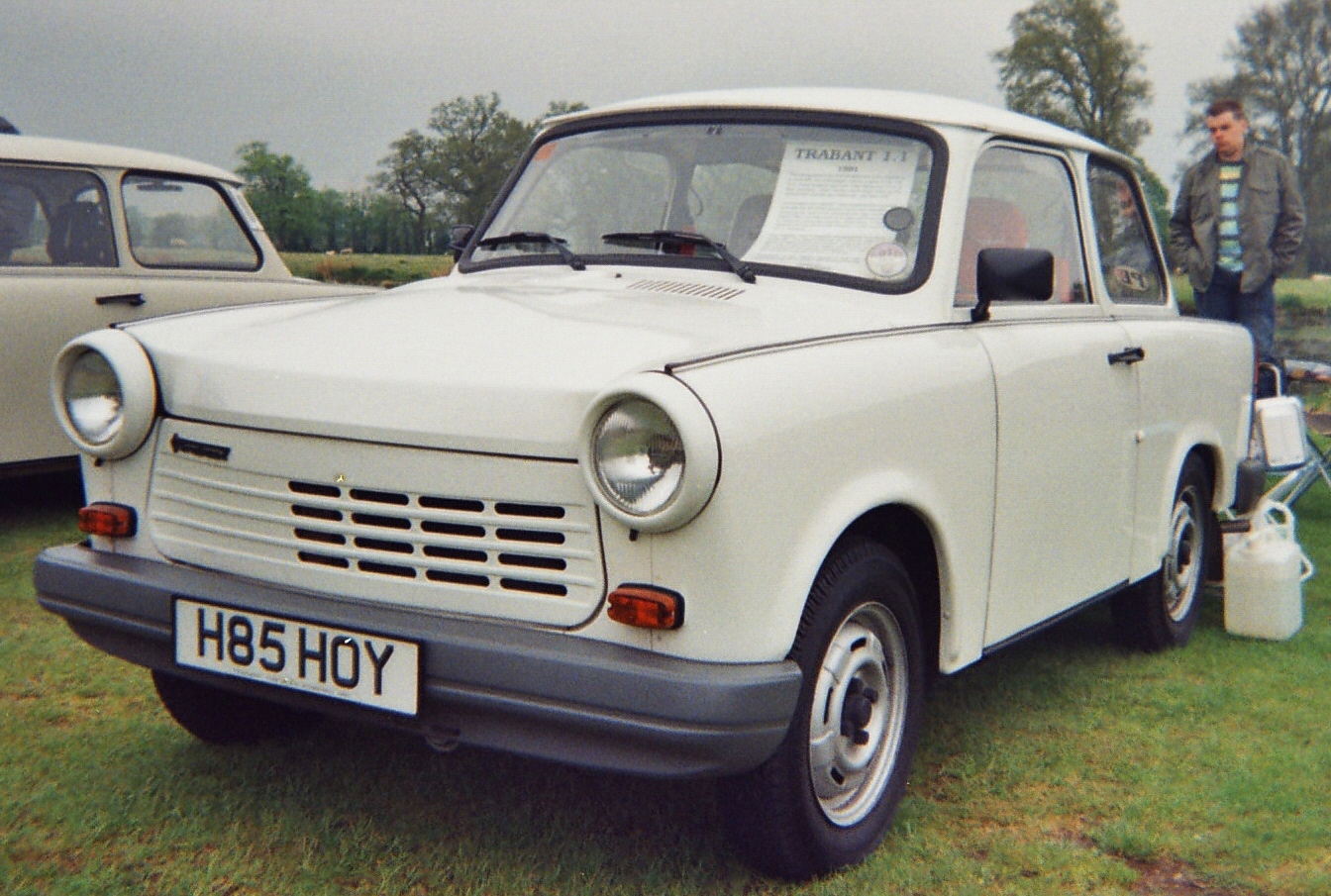
Trabant 1.1 (1990–1991)
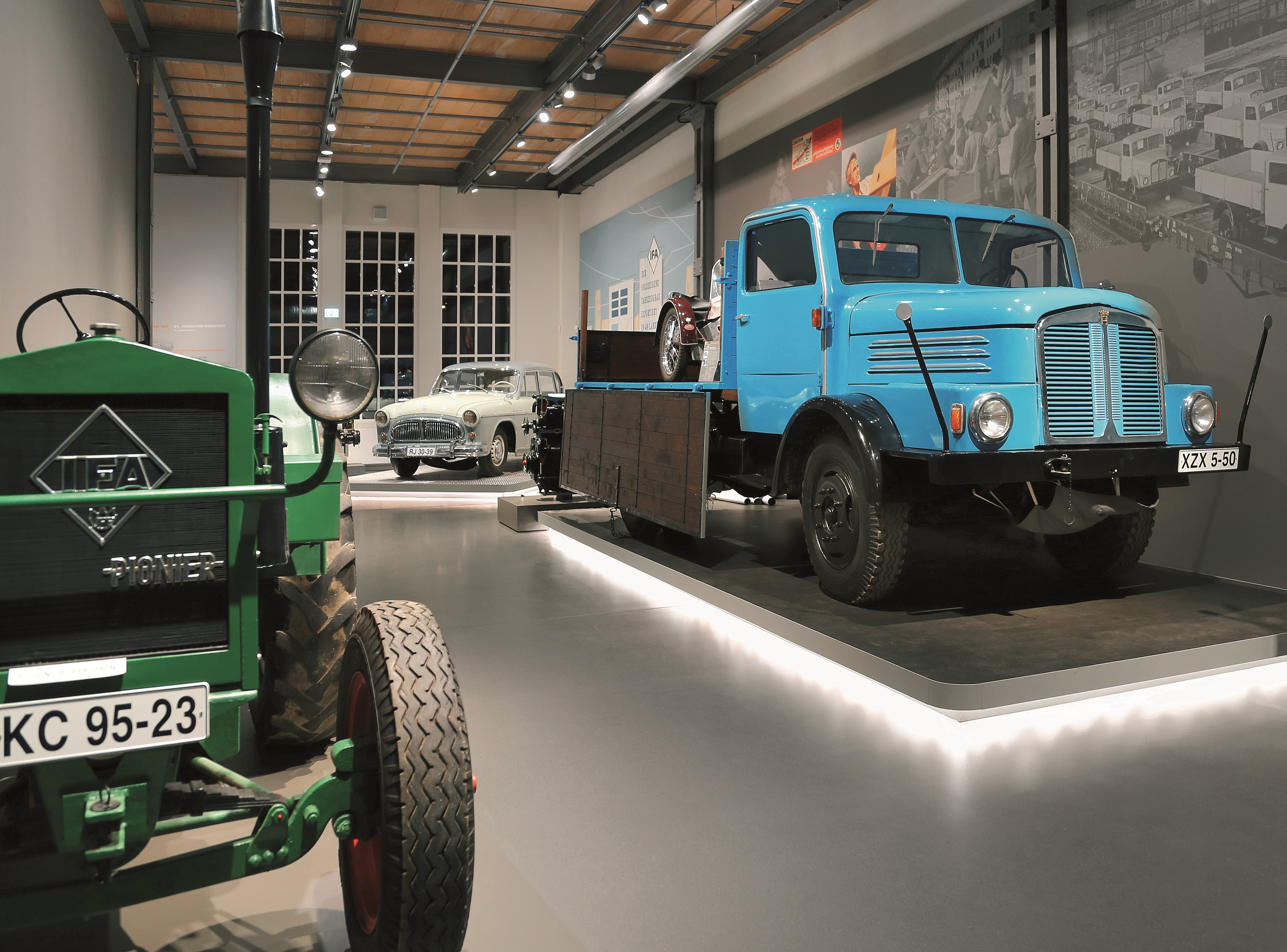
H3A, P 240 und Traktor Pionier
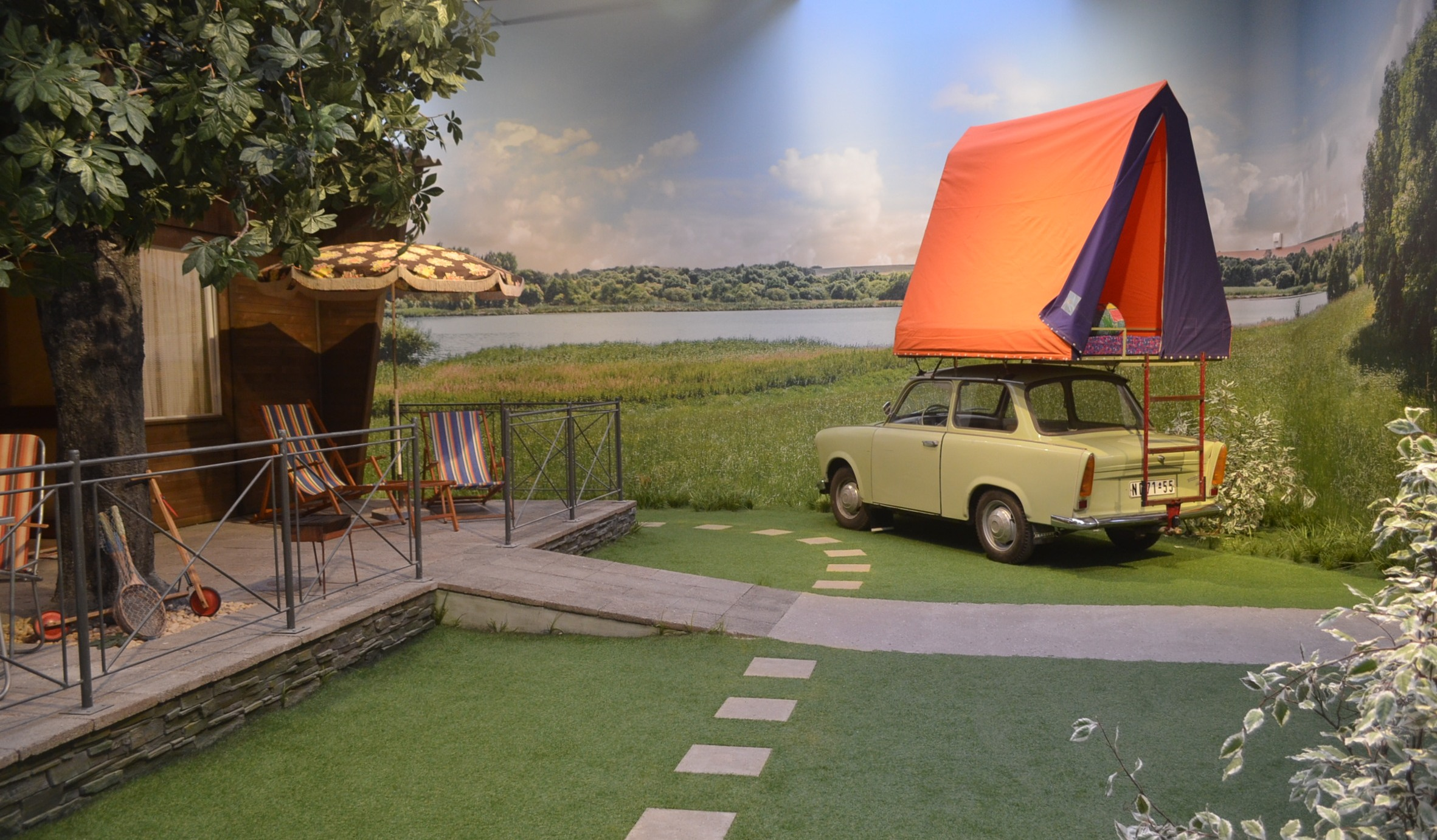
Datschenszene mit P 601

VW (ab 1990)
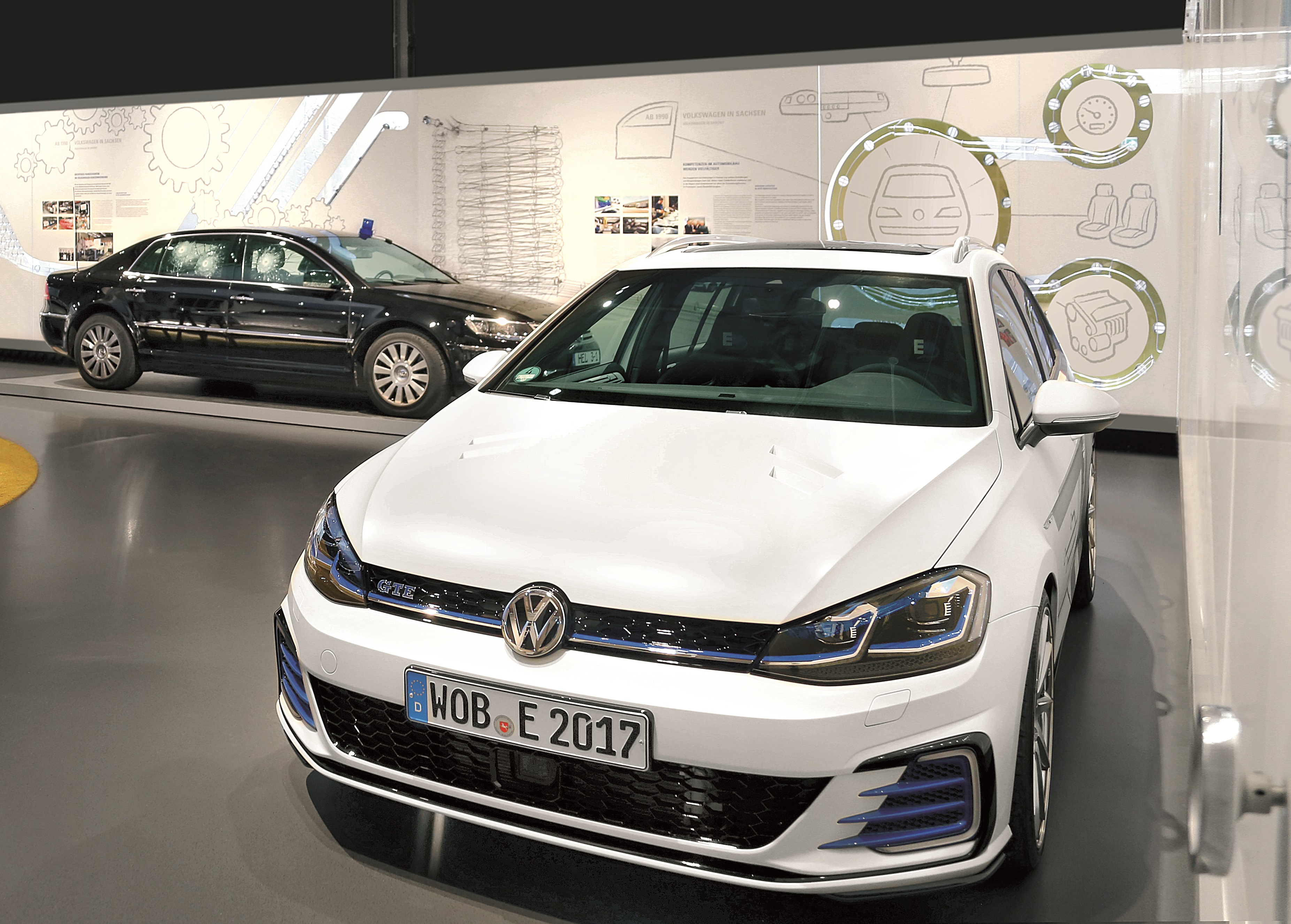
Wörthersee-Golf Baujahr 2017 und beschossener VW Phaeton

## Publikationen
- Jürgen Pönisch: 100 Jahre Horch-Automobile 1899–1999. Aufstieg und Niedergang einer deutschen Luxusmarke. August Horch Museum, Zwickau 2000, ISBN 3-933282-07-1.
- Jürgen Pönisch: August Horch. Pionier der Kraftfahrt 1868–1951. August Horch Museum, Zwickau 2001, ISBN 3-00-008754-0.
- Förderverein Automobilmuseum August Horch Zwickau: aufgeHORCHTt. Journal für Autofreunde. Zwickau seit 2004, DNB 983700540 (Online).
- Matthias Kaluza, Peter Kirchberg, André Meyer: Geschichte des Zwickauer Automobilbaus. Das Museum. 2., überarbeitete Auflage. August Horch Museum, Zwickau 2018, DNB 1173984518.